# アンブレラ・スクール
アンブレラ・スクール（英: Umbrella school）とは、オルタナティブ教育校で、ホームスクーリングの児童生徒が政府の基準に合った教育を受けているかを監督する学校である。
事業内容や授業料は学校によって非常に差がある。ホームスクーリングの児童生徒を集めて授業を行ったり、カリキュラムを用意し、スポーツ・遠足・標準学力テストなどに参加できる学校もある。その一方で必要最低限な法的条件を満たせば、残りは保護者自身がカリキュラムや教育手法を選び、年度末査定やテストを受けない選択もできるという非常に自由度の高い学校もある。そのほか特定の宗教に基づく学校と非宗教の学校がある。
アメリカ合衆国においては、アンブレラ・スクールの責任範疇は州によって異なる。多くの州では、公立学校で求められるような予防接種と出席の記録が必要とされている。履修内容と日々の時間配分に至るまで基準に合うことを要求する州や、一般の標準校と同じ授業日を保ち、要求された授業時間を満たしたことを証明する記録の提出が必要な州もある。 インデペンデント・スクール（宗教団体に帰属せず金銭的に独立した学校）と同様のガイドラインのもとに経営されるアンブレラ・スクールが多い。